# ...solo quando rido
...solo quando rido (Only When I Larf) è un film commedia del 1968 diretto da Basil Dearden, tratto dall'omonimo romanzo scritto da Len Deighton.

## Trama
Tre furfanti esperti in bidoni, legati da relazioni professionali e sentimentali. Silas è il vecchio ed esperto maestro, Bob il giovane appassionato e Liz la ragazza del capo. Silas e Bob lavorano bene insieme ma i contrasti affiorano e durante il film si scontreranno sulla differente visione della vita, della politica, su chi ha l’idea migliore per un colpo e, anche per la ragazza.

## Distribuzione
Il film uscì nelle sale poche settimane dopo la pubblicazione del libro di Len Deighton. L'autore aveva cominciato a cercar di vendere i diritti del libro prima ancora che uscisse e aveva fatto stampare un centinaio di copie patinate e rilegate per promuoverlo in ambienti cinematografici. Già prima di lui Alastair Mclean aveva proceduto nello stesso modo per “Dove osano le aquile” e Deigthon, che aveva scritto romanzi di successo che poi erano divenuti altrettanti film (Ipcress e funerale a Berlino sempre con Michael Caine) riuscì nel suo intento e infatti divenne anche produttore del film e sin dal trailer si vede l'attrice con il libro in mano.

## Accoglienza
Il film ricevette un'accoglienza tiepida da parte della critica.
Variety nel numero del 31 dicembre 1967 si limita ad elogiare l'interpretazione di Attenbourough e in misura minore di Hammings. Mentre Vincent Canby nella sua recensione pubblicata sul New York Times il 24 ottobre 1968 rileva la potenzialità del tema maestro/discepolo come una rivalità tra padre e figlio: «They can be seen in what is essentially the father-son rivalry between Attenborough and Hemmings» lamentandosi di come il regista non abbia saputo o voluto sfruttarla: «earden doesn't allow this sort of thing to change the basic shape of the movie, which might have been more interesting if he had. There is, perhaps, some relevance in the fact that throughout the showing of the movie, I sat up straight — smiling much of the time. In thinking about it later, I almost fell asleep—twice».